# Arvika (Gemeinde)
Koordinaten: 59° 39′ N, 12° 36′ O

Arvika ist eine Gemeinde (schwedisch kommun) in der schwedischen Provinz Värmlands län und der historischen Provinz Värmland. Der Hauptort der Gemeinde ist Arvika.
Arvika ist mit seiner Einwohnerzahl bevölkerungsmäßig die zweitgrößte und mit seiner Fläche die flächenmäßig drittgrößte Gemeinde der Provinz Värmlands län.

## Größere Orte
Diese Orte sind größere Ortschaften (tätorter):
- Arvika
- Edane
- Glava
- Gunnarskog
- Jössefors
- Klässbol
- Sulvik

## Partnerstädte
- Kongsvinger
- Skive
- Ylöjärvi